# Gloster (Mississippi)
Gloster è una città (town) degli Stati Uniti d'America, situata nella contea di Amite, nello Stato del Mississippi.